# Filip Kostić
Filip Kostić (Kragujevac, 1 de noviembre de 1992) es un futbolista serbio que juega de centrocampista en la Juventus F. C. de la Serie A.

## Selección nacional
Desde 2015 es internacional absoluto con Serbia, habiendo disputado 64 partidos y anotado tres goles.
El 1 de junio de 2018 el seleccionador Mladen Krstajić lo incluyó en la lista de 23 para el Mundial.

### Participaciones en Copas del Mundo
| Mundial                        | Sede  | Resultados   | Partidos | Goles |
| ------------------------------ | ----- | ------------ | -------- | ----- |
| Copa Mundial de Fútbol de 2018 | Rusia | Primera fase | 3        | 0     |
| Copa Mundial de Fútbol de 2022 | Catar | Primera fase | 2        | 0     |

### Participaciones en Eurocopas
| Copa          | Sede     | Resultado    | Partidos | Goles |
| ------------- | -------- | ------------ | -------- | ----- |
| Eurocopa 2024 | Alemania | Primera fase | 1        | 0     |

## Estadísticas

### Clubes
Actualizado al último partido disputado el 12 de mayo de 2024.
| Club                             | Div.          | Temporada     | Liga  | Liga  | Liga   | Copas nacionales | Copas nacionales | Copas nacionales | Copas internacionales | Copas internacionales | Copas internacionales | Total | Total | Total  |
| Club                             | Div.          | Temporada     | Part. | Goles | Asist. | Part.            | Goles            | Asist.           | Part.                 | Goles                 | Asist.                | Part. | Goles | Asist. |
| -------------------------------- | ------------- | ------------- | ----- | ----- | ------ | ---------------- | ---------------- | ---------------- | --------------------- | --------------------- | --------------------- | ----- | ----- | ------ |
| F. K. Radnički Kragujevac Serbia | 3.ª           | 2009-10       | 5     | 0     | 0      | 0                | 0                | 0                | —                     | —                     | —                     | 5     | 0     | 0      |
| F. K. Radnički Kragujevac Serbia | 2.ª           | 2010-11       | 30    | 2     | 0      | 0                | 0                | 0                | —                     | —                     | —                     | 30    | 2     | 0      |
| F. K. Radnički Kragujevac Serbia | 1.ª           | 2011-12       | 27    | 3     | 9      | 2                | 0                | 0                | —                     | —                     | —                     | 29    | 3     | 9      |
| F. K. Radnički Kragujevac Serbia | Total club    | Total club    | 62    | 5     | 9      | 2                | 0                | 0                | 0                     | 0                     | 0                     | 64    | 5     | 9      |
| F. C. Groningen · Países Bajos   | 1.ª           | 2012-13       | 7     | 0     | 1      | 0                | 0                | 0                | —                     | —                     | —                     | 7     | 0     | 1      |
| F. C. Groningen · Países Bajos   | 1.ª           | 2013-14       | 38    | 11    | 7      | 3                | 1                | 0                | —                     | —                     | —                     | 41    | 12    | 7      |
| F. C. Groningen · Países Bajos   | 1.ª           | 2014-15       | 0     | 0     | 0      | 0                | 0                | 0                | 2                     | 0                     | 0                     | 2     | 0     | 0      |
| F. C. Groningen · Países Bajos   | Total club    | Total club    | 45    | 11    | 8      | 3                | 1                | 0                | 2                     | 0                     | 0                     | 50    | 12    | 8      |
| VfB Stuttgart · Alemania         | 1.ª           | 2014-15       | 29    | 3     | 5      | 1                | 0                | 0                | —                     | —                     | —                     | 30    | 3     | 5      |
| VfB Stuttgart · Alemania         | 1.ª           | 2015-16       | 30    | 5     | 5      | 3                | 0                | 1                | —                     | —                     | —                     | 33    | 5     | 6      |
| VfB Stuttgart · Alemania         | Total club    | Total club    | 59    | 8     | 10     | 4                | 0                | 1                | 0                     | 0                     | 0                     | 63    | 8     | 11     |
| Hamburgo S. V. · Alemania        | 1.ª           | 2016-17       | 31    | 4     | 3      | 4                | 0                | 1                | —                     | —                     | —                     | 35    | 4     | 4      |
| Hamburgo S. V. · Alemania        | 1.ª           | 2017-18       | 30    | 5     | 1      | 0                | 0                | 0                | —                     | —                     | —                     | 30    | 5     | 1      |
| Hamburgo S. V. · Alemania        | Total club    | Total club    | 61    | 9     | 4      | 4                | 0                | 1                | 0                     | 0                     | 0                     | 65    | 9     | 5      |
| Eintracht Fráncfort · Alemania   | 1.ª           | 2018-19       | 34    | 6     | 10     | 0                | 0                | 0                | 12                    | 4                     | 2                     | 46    | 10    | 12     |
| Eintracht Fráncfort · Alemania   | 1.ª           | 2019-20       | 33    | 4     | 11     | 3                | 3                | 2                | 15                    | 5                     | 3                     | 51    | 12    | 16     |
| Eintracht Fráncfort · Alemania   | 1.ª           | 2020-21       | 30    | 4     | 15     | 0                | 0                | 0                | —                     | —                     | —                     | 30    | 4     | 15     |
| Eintracht Fráncfort · Alemania   | 1.ª           | 2021-22       | 31    | 4     | 9      | 0                | 0                | 0                | 12                    | 3                     | 6                     | 43    | 7     | 15     |
| Eintracht Fráncfort · Alemania   | 1.ª           | 2022-23       | 1     | 0     | 0      | 1                | 0                | 1                | 0                     | 0                     | 0                     | 2     | 0     | 1      |
| Eintracht Fráncfort · Alemania   | Total club    | Total club    | 129   | 18    | 45     | 4                | 3                | 3                | 39                    | 12                    | 11                    | 172   | 33    | 59     |
| Juventus F. C. · Italia          | 1.ª           | 2022-23       | 37    | 3     | 8      | 3                | 0                | 1                | 14                    | 0                     | 2                     | 54    | 3     | 11     |
| Juventus F. C. · Italia          | 1.ª           | 2023-24       | 29    | 0     | 4      | 4                | 0                | 0                | —                     | —                     | —                     | 33    | 0     | 4      |
| Juventus F. C. · Italia          | Total club    | Total club    | 66    | 3     | 12     | 7                | 0                | 1                | 14                    | 0                     | 2                     | 87    | 3     | 15     |
| Total carrera                    | Total carrera | Total carrera | 422   | 54    | 88     | 24               | 4                | 6                | 55                    | 12                    | 13                    | 501   | 70    | 107    |

## Palmarés

### Títulos nacionales
| Título      | Club              | País   | Año  |
| ----------- | ----------------- | ------ | ---- |
| Copa Italia | Juventus de Turín | Italia | 2024 |

### Títulos internacionales
| Título                 | Club                | Sede    | Año     |
| ---------------------- | ------------------- | ------- | ------- |
| Liga Europa de la UEFA | Eintracht Fráncfort | Sevilla | 2021-22 |

### Distinciones individuales
| Premio                                                        | Año     |
| ------------------------------------------------------------- | ------- |
| Máximo asistidor de la Liga Europa de la UEFA (6 asistencias) | 2021-22 |
| Mejor jugador de la Liga Europa de la UEFA                    | 2021-22 |
| Parte del Equipo de la Temporada de la Liga Europa de la UEFA | 2021-22 |